# Erinnyis pallida
Erinnyis pallida is een vlinder uit de familie van de pijlstaarten (Sphingidae). De wetenschappelijke naam van de soort werd in 1865 gepubliceerd door Augustus Radcliffe Grote.